# 2024年臺北上海城市論壇
2024年臺北上海城市論壇，又稱2024雙城論壇。於2024年12月17日在臺北舉辦，本届論壇主題為「智慧治理 永續未來」，聚焦三個分論壇：「友善交通分論壇」、「河川治理分論壇」，「人文城市分論壇」。臺北上海城市論壇是兩岸僅存的官方對話平台。自2010年起已連續舉辦14屆，迄今簽署45項議題合作備忘錄。本届论坛上海副市長華源致詞時宣布上海將恢復陸客團赴台旅遊受各方歡迎，惟籌備期間上海來台人員被卡、海基會喊雙城論壇救一貫道教徒等事項在台灣亦引發關注。

## 籌備期間
12月11日，陸委會副主委梁文傑宣布放行上海訪台團稱，暫且同意上海訪團來台參加雙城論壇，前提是這段期間中共對台威嚇不能再惡化。12月14日，臺北市政府收到陸委會通知，在上海來台名單中，上海市台辦新任主任金梅和隨團的中國媒體記者，共計11人「審核不過」無法來台。12月16日，陸委會發文重申持續推動兩岸政策立場不變，對北市「雙城論壇」係在整體情勢通盤考量下，依照「關聯性、專業性與必要性」原則進行審查。

## 第一日

### 上海代表團抵臺
16日中午12時，上海市副市長華源率團抵達臺北松山機場，臺北市副市長林奕華、臺北市政府觀光傳播局局長王秋冬等人到場迎接。

### 蔣萬安設宴
16日晚閒，臺北市市長蔣萬安在圓山大飯店宴請上海團，蔣萬安晚宴致詞舉瓊瑤、周杰倫供述兩岸文化交流，並引瓊瑤作品還珠格格臺詞「受過傷的心，要用真心來修補」强調兩岸和平之重要性。

## 第二日

### 雙城論壇開幕式
17日上午，雙城論壇在台北晶華酒店順利登場，上海副市長華源致詞宣布：
兩岸同胞從來都是一家人，我們常來常往、越走越近、越走越親，上海方面將積極推動，上海居民赴台團隊遊，旅遊路線一定會包含台北市。
臺北市市長蔣萬安上台致詞表示：
和平是可貴的，衝突是不智的；和平之路儘管曲折，但值得我們負重前行。
臺北市副市長林奕華致詞：
讓和平穩定、互近互惠的交流從雙城擴展到台海兩岸。
開幕式上，兩市簽署了「台北市與上海市推動智慧醫療合作備忘錄」與「台北市立動物園與上海動物園小熊貓物種交流及保育合作備忘錄」。

### 上海代表團設答謝宴
雙城論壇於17日上午落幕，中午大陸上海團在臺北君悅酒店舉辦答謝宴，回請台北市政府。上海市副市長華源上午在雙城論壇中說「兩岸同胞從來都是一家人」，中午答謝宴時則提「兩岸一家親」，並期盼台商繼續投資上海。
臺北市副市長林奕華致辭表示，雙城論壇彼此學習、成長，讓兩岸上海還有台北市民充滿幸福感，一起幫民眾謀繁榮、謀福利，是兩市在雙城論壇裡非常重要的成效。
午間答謝宴結束後，上海代表團前往大巨蛋參訪。下午16時啟程返回上海。

## 相關事件

### 上海來台人員被卡
臺北市政府收到陸委會通知，在上海來台名單中，上海市台辦新任主任金梅和隨團的中國媒體記者，共計11人「審核不過」無法來台。對此，臺北市市長蔣萬安對陸委會卡關一事關深表遺憾，呼籲當局開大門走大路。國民黨議員秦慧珠批陸委會卡關是在行政刁難，把責任全推給北市府。國民黨議員柳采葳質疑民進黨看情緒辦事，刻意阻擋雙城論壇。名嘴趙少康批陸委會卡關是民進黨刷存在感，展現官威，格局之小，果然是總統賴清德的作風。民眾黨議員陳宥丞希望民進黨別忘記當初承諾，賴清德總統選前曾表態希望與中國方吃炒飯、喝珍奶，「現在竟然連正式官方參訪都不讓人來？」，陸委會應提出拒絕或補件原因及一體適用標準，別讓臺灣人民感覺是在為反而反。民進黨議員簡舒培則稱，國台辦過去多次懲戒臺灣政治人物，陸委會此次嚴審屬理所當然。

### 海基會喊雙城論壇救一貫道教徒
海基會秘書長羅文嘉12月13日喊話臺北市長蔣萬安，請蔣在雙城論壇時要求釋放被捕的3名一貫道信徒，並提被捕的八旗出版總編輯富察。對此，中共中央台辦以新聞稿方式回應指，該三人涉犯大陸刑法第三百條的相關條被捕。蔣萬安表示，中央如果做不到，基於人道立場，確保市民與國人安全，市府都非常樂意幫忙。北市府發言人殷瑋稱，北市府去年已向上海方反應富察一事，但海基會至今無溝通管道，他直言，請海基會勿再卸責，也不要再把營救臺灣人一事，當作政治消費的工具。臺北市副市長林奕華稱海基會跟大陸的交流管道都沒了。新北市長侯友宜呼籲，主管機關陸委會、海基會要拿出更具體的行動，來協助國人順利返國。

### 上海團客恢復赴台旅遊
上海副市長華源在開幕式致詞宣布上海陸客團恢復赴台旅遊。並表示上海方面將積極推動上海居民赴台團隊旅遊路線，一定包括台北市，成為近年第1個宣布陸客團來台的城市。對此，蔣萬安表示只要對台北市及台灣各地產業發展有利，都樂見各方的心聲、都會合作交流。國民黨表示，希望後續有更多大陸省市跟進，讓兩岸交流合作更加繁盛。陸委會及交通部觀光署回應表示，歡迎陸客來台立場不變，在去年8月24日公布兩岸觀光旅遊相關規畫基礎上，相關機關已做好準備，將視中國大陸文旅部的具體情況，即時相應實施。民進黨立委莊瑞雄則表示，兩岸民間多交流是好事，但不要片面決定吃台灣豆腐。

## 各界反應

### 中国大陆
中共中央台辦發言人朱鳳蓮表示，今年在深化兩市合作上取得新成果，帶來實在好處，但也批評但上海部分團員和記者遭到民進黨刻意阻撓而無法成行的行為是無理取鬧。

### 台灣
上海访团抵达台北时，台湾独派团体台灣國等十多人为在臺北松山機場外举旗抗议。台湾国理事长陈峻涵表示臺北上海城市論壇未带来正面效益，也毫无实质意义，应立即停办。
民进党籍台北市议员陈怡君表示，台湾的长辈在中国被非法居留、中国对台湾文攻武吓，蒋万安在會上對這些完全一个字都不敢提。民进党台北市议员许淑华则表示，蒋万安在會上怕惹中国不高兴，如果双城论坛只沦为蔣萬安做政治红利的一个平台，那大可不必再办。
就上海答謝宴中未邀請民進黨市議員，國民黨議員游淑慧表示過去民進黨一直表現對雙城論壇十分抗拒，若真的很想參與，她願幫民進黨表達意願。台北市府方人員透露，去年赴上海參加雙城論壇，在上海的行程沒什麼限制，且綠營議員都可以隨行，台北團成員晚上行動自如，還和媒體私下餐敘，反而「輕鬆自由多了」。国民党发言人杨智伃表示，国民党尊重不同意见的表达，但两岸交流很重要。
ETtoday新聞雲指出，有64.8%民眾認為兩岸關係越緊張，越需要靠雙城論壇來進行對話。